# Mont Vully
Pour les articles homonymes, voir Vully.
Cet article concerne la montagne. Pour la commune fribourgeoise créée le 1er janvier 2016, voir Mont-Vully.
Cet article concerne la montagne. Pour le site archéologique, voir Mont Vully (site archéologique).
Le mont Vully est une colline au nord du lac de Morat située dans le canton de Fribourg. Il culmine à 651 m d’altitude. Le Vully est surtout connu pour son panorama unique sur les Alpes, le Jura et les trois lacs qui l’entourent (lac de Morat, lac de Bienne et lac de Neuchâtel) ainsi que son vignoble.

## Localités et communes
De nombreuses localités sont soit perchées sur le Vully, soit sises à son pied. Les plus importantes sont Lugnorre, Sugiez, Cudrefin et Salavaux. Depuis le 1er juillet 2011 et la fusion de sept communes du Vully vaudois, ainsi que la fusion des communes fribourgeoises du Haut-Vully avec sa voisine du Bas-Vully le 1er janvier 2016, trois communes se partagent le Vully, à savoir la commune de Vully-les-Lacs (VD), Cudrefin (VD) et Mont-Vully (FR), sur laquelle se trouve le sommet du mont Vully.

## Vignoble et vins

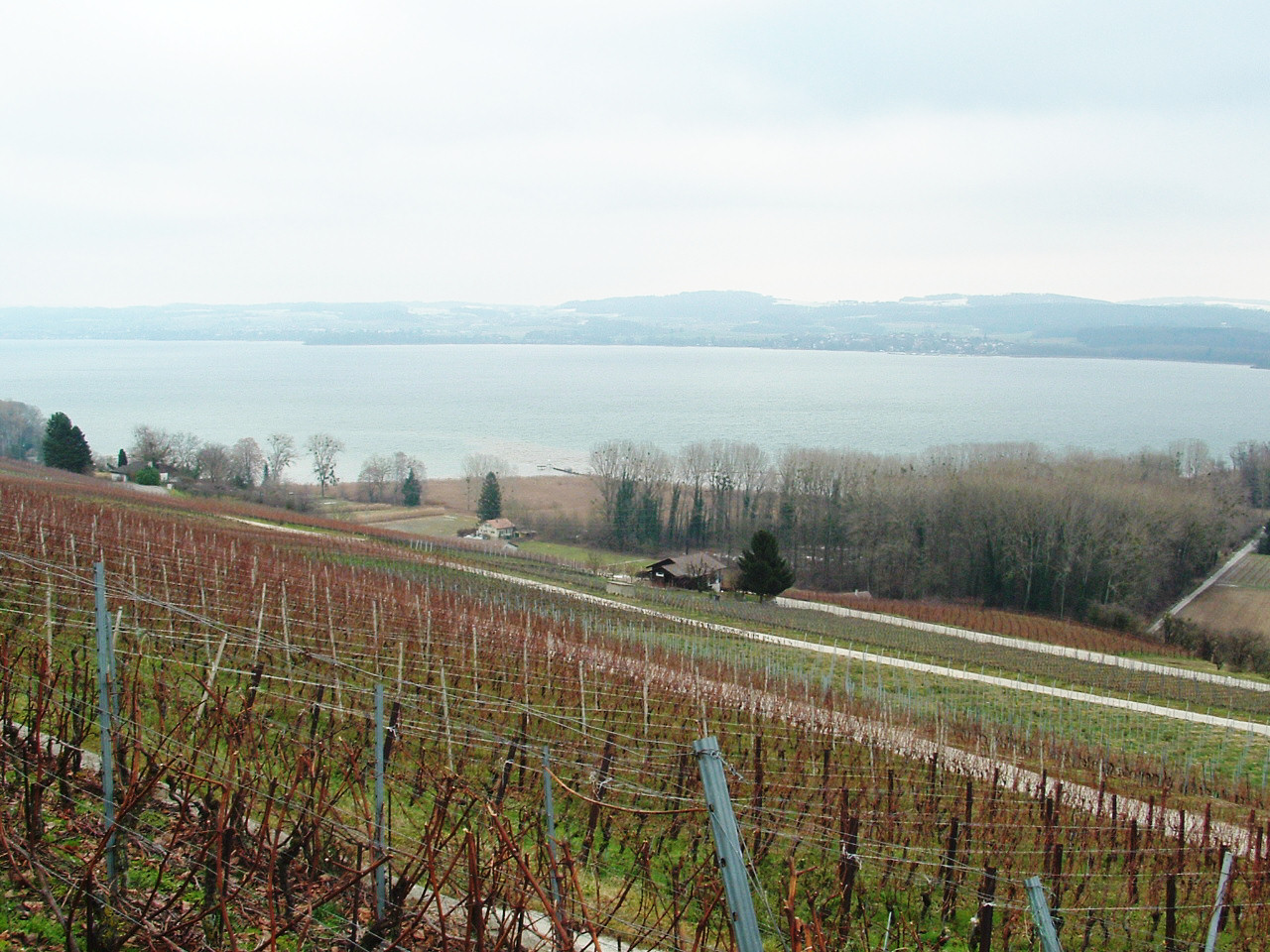
Le vignoble du Vully en hiver.

Le vignoble du Vully a une surface totale de 152 ha (102 ha sur le canton de Fribourg et 46 ha sur le canton de Vaud). Les principaux cépages du Vully sont le chasselas, 60 % de la production, et le pinot noir (25 %). Le principal marché pour les vins du Vully est la Suisse alémanique, avec environ 80 % de la consommation, le reste étant écoulé en Suisse romande, principalement dans le canton de Fribourg.

## Sentier viticole

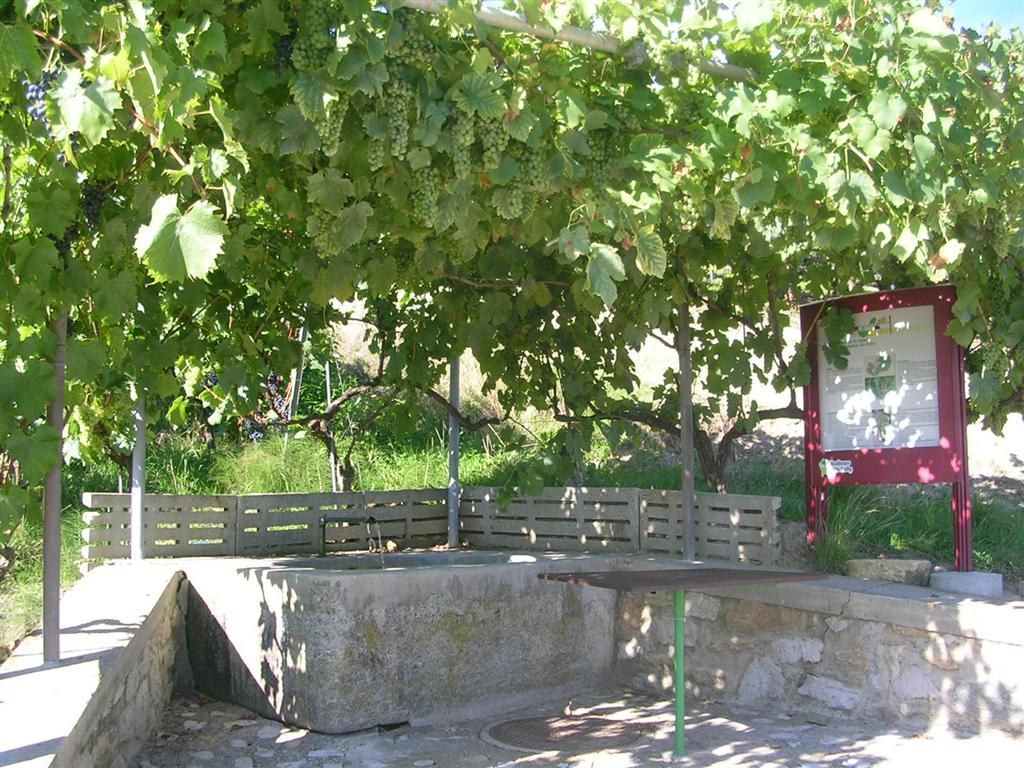
Un panneau du sentier viticole dans le vignoble du Vully.

Le sentier viticole du Vully est un parcours touristique et éducatif qui serpentent le vignoble du Vully. Le sentier viticole est formé de deux parcours distincts, l’un situé dans la partie vaudoise et l’autre dans la partie fribourgeoise. Bien que proposant deux parcours, le sentier viticole forme un tout, unifié par le design et la présentation des différents panneaux qui le compose, ainsi que par thèmes qui y sont abordés. Le sentier viticole vaudois offre deux chemins différents, le « chemin Chasselas », chemin original et plus court ; et le « chemin Pinot Noir », plus récent et plus long. On peut accéder au sentier viticole par la route et par bateau aux débarcadères de Vallamand (partie vaudoise) ou de Sugiez, Praz et Môtier (partie fribourgeoise) ou en train à la gare de Sugiez.

## Oppidum helvète

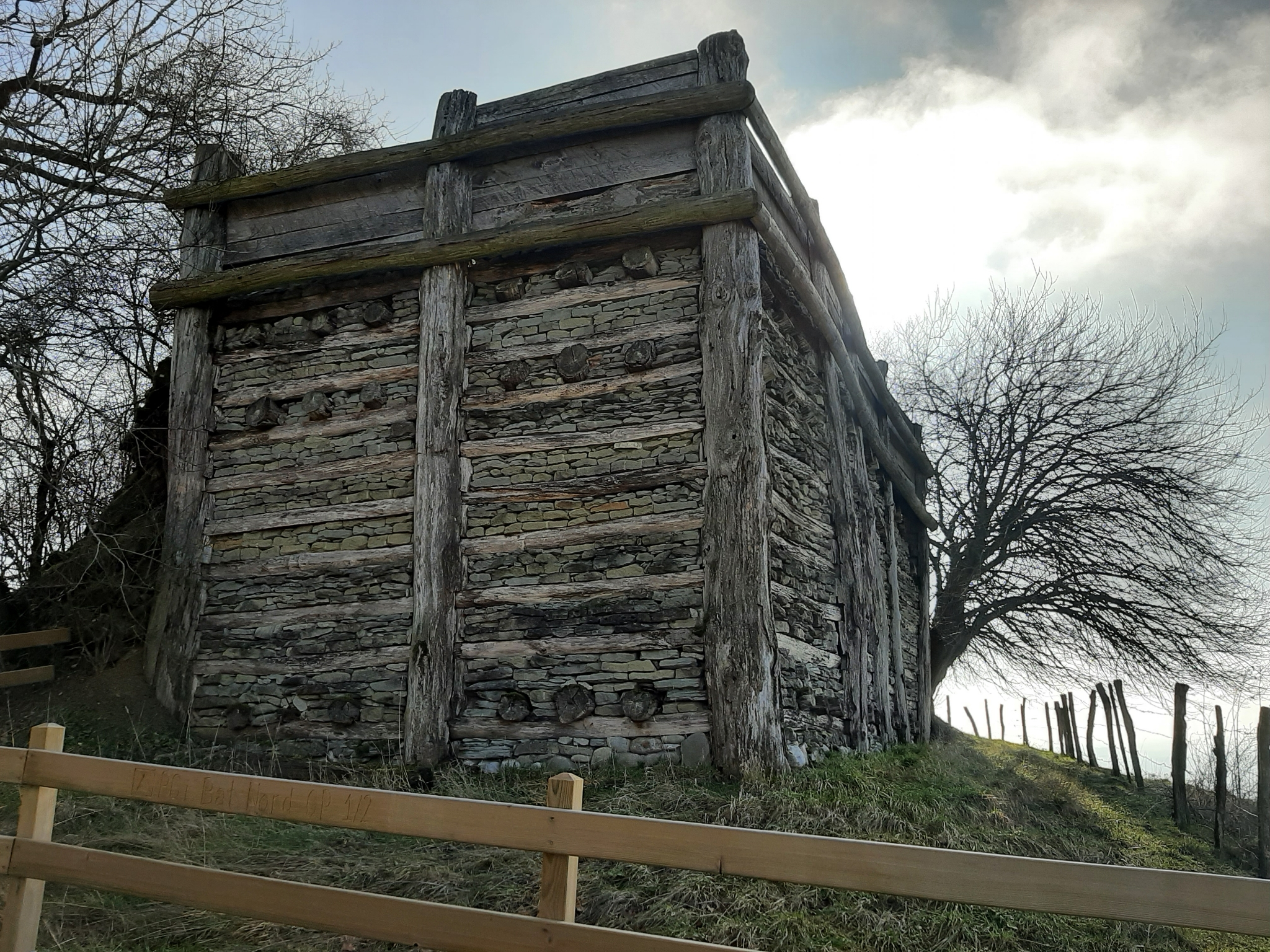
Fortification helvète du mont Vully.

Au sommet du mont Vully, on peut encore voir aujourd'hui le remblai d'un oppidum datant d'environ 200 av. J.-C. Contrairement à ce qui a longtemps été supposé, il n'a pas été détruit par le feu en 58 av. J.-C. lors du départ des Helvètes vers la Gaule, mais abandonné aux alentours de 80 av. J.-C. On peut aujourd'hui visiter une reconstitution partielle du rempart de l'oppidum.

## Grottes de la Lamberta

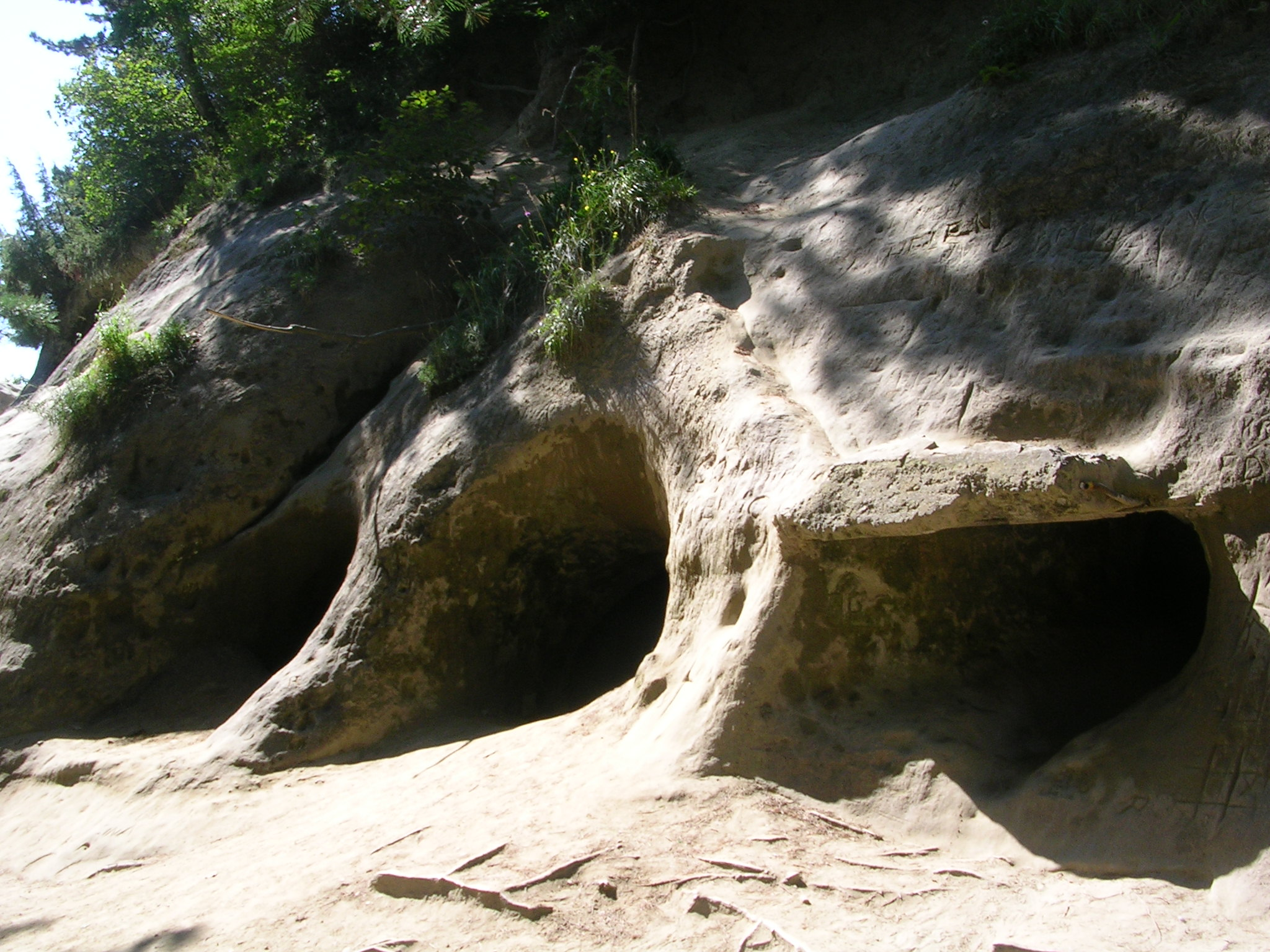
Grottes du mont Vully.

Les grottes de la Lamberta, aussi connues sous le nom de Grottes du Mont-Vully ou Roches grises sont un vestige de la Première Guerre mondiale. Elles sont situées au-dessus des villages de Môtier et de Praz et ont été creusées dans la molasse en 1916-1917 pour protéger le lac de Morat. L'armée suisse a également construit des bunkers lors de la Seconde Guerre mondiale situés en peu plus haut sur le Mont-Vully.
De nos jours, les grottes sont un endroit idéal pour les familles et les enfants, puisqu’on peut s’y rendre gratuitement et qu’une place de pique-nique y est aménagée. On peut y accéder facilement depuis le restaurant du Mont-Vully.

## Transports
Les transports publics ne sont pas très développés dans le Vully, où l’on ne trouve qu’une seule gare, située à Sugiez sur la ligne Fribourg-Morat-Ins-Neuchâtel. Les autres gares utilisées par les Vuillerains se trouvent à Ins (connexions avec Berne, Bienne, Neuchâtel et Fribourg) et à Avenches (connexions avec Berne et Payerne). Du fait de sa situation géographique entre les lacs de Morat et Neuchâtel, le Vully dénombre quelques débarcadères desservis par la LNM. Ils sont situés à Vallamand, Môtier, Praz sur le lac de Morat, à Cudrefin sur le lac de Neuchâtel, à La Sauge, au camping des Trois-Lacs et à Sugiez dans le canal de la Broye reliant les deux lacs. Le transport par bus est peu développé, il existe cependant quelques rares lignes et le service PubliCar est disponible dans toute la partie vaudoise du Vully, tout comme dans le reste du district.
Le transport par voiture reste le moyen le plus efficace pour se rendre au Vully, ainsi que pour s’y déplacer. L’autoroute A1, reliant Berne et Lausanne, ne passe pas loin au Sud du Vully et les sorties de Morat et d’Avenches permettent d’y accéder rapidement. Au Nord, l’autoroute A5, reliant Neuchâtel et Bienne, est facilement accessible depuis la sortie de Thielle.